# Champagnat-le-Jeune
Champagnat-le-Jeune – miejscowość i gmina we Francji, w regionie Owernia-Rodan-Alpy, w departamencie Puy-de-Dôme.
Według danych na rok 1990 gminę zamieszkiwało 119 osób, a gęstość zaludnienia wynosiła 13 osób/km² (wśród 1310 gmin Owernii Champagnat-le-Jeune plasuje się na 725. miejscu pod względem liczby ludności, natomiast pod względem powierzchni na miejscu 844.).